# Хидемаса Морита
Хидемаса Морита (јап. 守田 英正; 10. мај 1995) јапански је фудбалер који тренутно наступа за португалски Спортинг Лисабон.

## Каријера
Током каријере је играо за Кавасаки Фронтале.

## Репрезентација
За репрезентацију Јапана дебитовао је 2018. године. За тај тим је одиграо 40 утакмица и постигао 6 гола.

## Статистика
| Јапан  | Јапан   | Јапан  |
| Година | Наступи | Голови |
| ------ | ------- | ------ |
| 2018.  | 2       | 0      |
| 2019.  | 1       | 0      |
| 2020.  | 0       | 0      |
| 2021.  | 9       | 2      |
| 2022.  | 8       | 0      |
| 2023.  | 7       | 0      |
| 2024.  | 11      | 4      |
| 2025.  | 1       | 0      |
| Укупно | 40      | 6      |

## Трофеји

### Кавасаки Фронтале
- Џеј 1 лига (2) : 2018, 2020.
- Царев куп (1) : 2020.
- Куп Џеј лиге (1) : 2019.
- Суперкуп Јапана (1) : 2019.

### Спортинг Лисабон
- Првенство Португала (2) : 2023/24, 2024/25.
- Куп Португала (1) : 2024/25.

### Индивидуална признања
- Најбољи тим Џеј 1 лиге (1) : 2020.